# Węgliska (województwo podkarpackie)
Węgliska – wieś w Polsce położona w województwie podkarpackim, w powiecie łańcuckim, w gminie Rakszawa.
W latach 1975–1998 miejscowość należała administracyjnie do województwa rzeszowskiego.

## Części wsi
| SIMC    | Nazwa     | Rodzaj     |
| ------- | --------- | ---------- |
| 0659288 | Nowe Pola | przysiółek |

## Położenie geograficzne
Węgliska położone są w całości na terenie Płaskowyżu Kolbuszowskiego. Jest to obszar pofałdowanych powierzchni pokrytych pokrywami piaszczystymi i osadami polodowcowymi. Charakterystyczne dla tego terenu są zapiaszczone drogi, gleby bielicowe, lasy sosnowe, wydmy polodowcowe oraz łąki kserotermiczne. Na Węgliskach można wydzielić kilka płatów leśnych, z których największy rozciąga się od Dąbrówek i Rakszawy. Znaleźć w nim można polany śródleśne (Pod Grabina) czy zastoiska wodne wywołane działalnością licznych tutaj bobrów.
Pierwsze udokumentowane informacje o Węgliskach pochodzą z końca XIX wieku. Mamy m.in. informacje o prowadzeniu nauczania w izbach domów wiejskich. W latach 1909–1910 przy poparciu władz austriackich wybudowano budynek szkoły. Budynek ten doznał poważnych zniszczeń w latach I wojny światowej, ale udało się go odrestaurować i mógł służyć uczniom w okresie międzywojennym. W okresie II wojny światowej w prywatnych mieszkaniach nauczycieli i gospodarzy intensywnie prowadzono tajne nauczanie.
Po zakończeniu wojny budynek szkolny zajęty był przez stacjonujące tutaj wojska radzieckie. Dopiero w 1957 roku zaistniała możliwość przeprowadzenia kapitalnego remontu zniszczonego budynku i przywrócenia mu pierwotnego przeznaczenia. W niedługim czasie rozpoczęto także budowę nowego budynku szkolnego posiadającego cztery sale lekcyjne. Nową szkołę oddano do użytku 22 lipca 1961 roku.

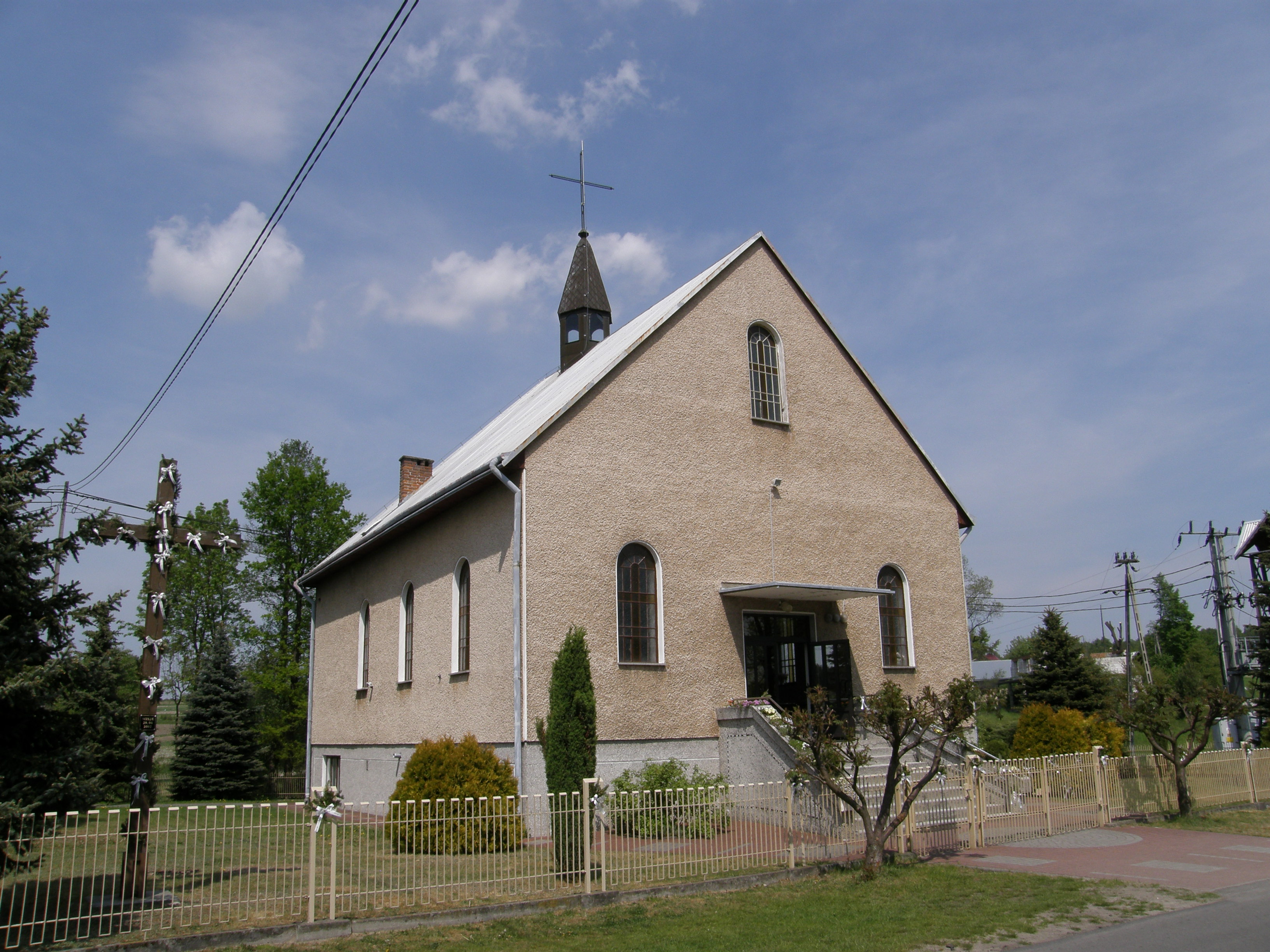
Kościół św. apostołów Piotra i Pawła

Z biegiem lat szkoła przechodziła różne koleje losów. Początkowo była pełną szkołą podstawową, później stała się szkołą filialną Szkoły Podstawowej Nr 1 w Rakszawie, z nauczaniem tylko trzech pierwszych klas. Jeszcze później nauczanie rozszerzono do pięciu klas, by po dobudowaniu drugiej kondygnacji w okresie sierpień 1991 – wrzesień 1992, stać się z powrotem pełną szkołą podstawową.
W międzyczasie w trudnych początkach lat osiemdziesiątych, lokalna społeczność wspólnym wysiłkiem wybudowała kościół pw. św. Apostołow Piotra i Pawła oraz remizę strażacką (w okresie rozbudowy szkoły prowadzono tam lekcje). Kościół ten jest filią parafii pw. Nawiedzenia NMP w Medynii Głogowskiej, w dekanacie Sokołów Małopolski.
Lata dziewięćdziesiąte były okresem dużych inwestycji w infrastrukturę lokalną. Nastąpiła unikalna wymiana instalacji elektrycznej na kablową, wybudowano gazociąg i wodociąg. Przeprowadzono dwu-etapową telefonizację wsi w oparciu o system radiowy.
W roku 2007 przeprowadzono kapitalny remont drogi oraz rozpoczęto budowę chodnika.

## Osoby związane z miejscowością
- prof. dr hab. nauk prawnych Tadeusz Woś (ur. 1946), w latach 2002–2005 dziekan Wydziału Prawa i Administracji Uniwersytetu Jagiellońskiego.